# 格罗宁格博物馆

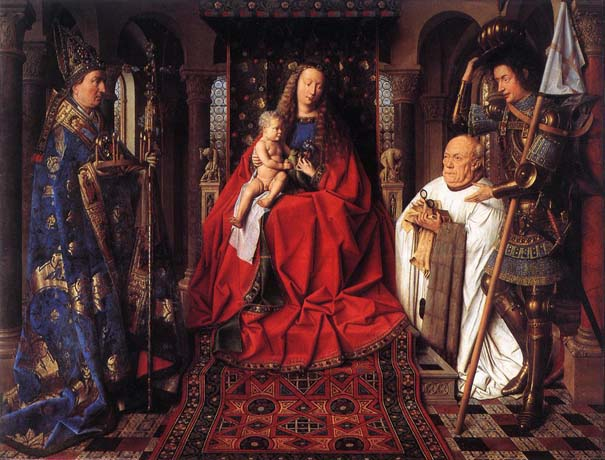
该馆著名藏品The Madonna with Canon van der Paele

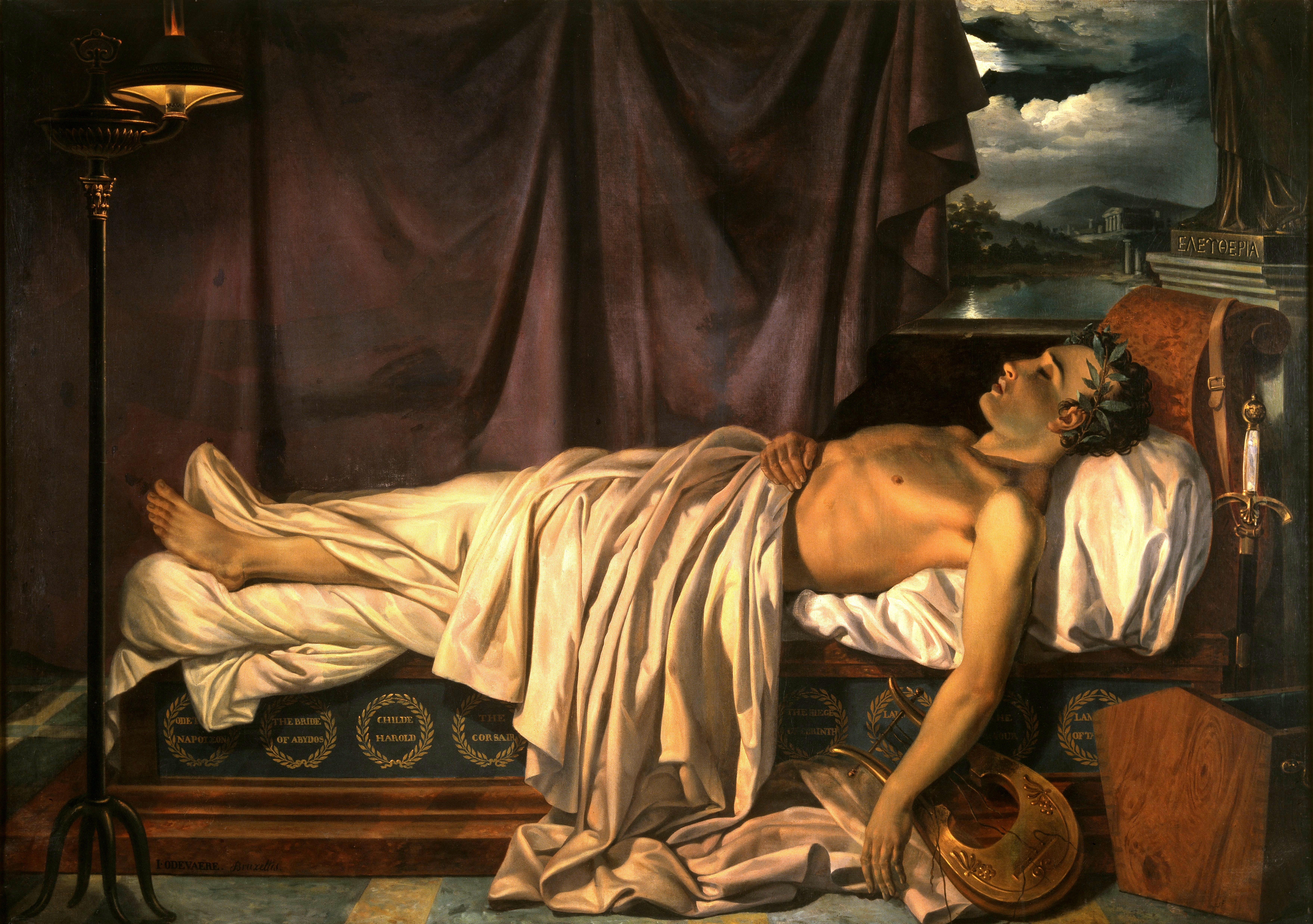
Byron Sterbebett（拜倫之死），Joseph-Denis Odevaere，约1826年

格罗宁格博物馆（荷蘭語：Groeningemuseum）是比利时布鲁日的一座市立博物馆。
该馆藏有六个世纪以来的弗拉芒和比利时油画，包括自扬·范·艾克（Jan van Eyck）至马塞尔·布罗塔尔斯（Marcel Broodthaers）的名作。该馆藏品中的亮点是“弗拉芒原始派”（Flemish Primitives）艺术作品，文艺复兴和巴洛克大师们的作品，18至19世纪的新古典主义及现实主义时期的油画作品，比利时象征主义及现代主义里程碑式作品，弗拉芒表现主义经典作品，以及布鲁日的许多二战后现代艺术作品。

## 重要藏品
- 扬·范·艾克（Jan van Eyck）
  - The Madonna with Canon van der Paele (1436)
  - Portrait of Margareta van Eyck (1439)
  - Portrait of Christ (1440)
- 阿德里安·伊森布兰特（Adriaen Isenbrandt）
  - Portrait of Paulus de Nigro (1518)
  - Triptych
- 尼古拉斯·马斯（Nicolaes Maes）
  - Portrait of Four Children (1657)
- 扬·普罗福斯特（Jan Provoost）
  - Crucifixion （约1500年）
  - Last Judgment 为布鲁日市政厅创作（1525年）
- 迪里克·鲍茨（Dirk Bouts）
  - Triptych of the Martyrdom of St. Hippolytus